# Moutiers-les-Mauxfaits
Moutiers-les-Mauxfaits – miejscowość i gmina we Francji, w regionie Kraj Loary, w departamencie Wandea.
Według danych na rok 1990 gminę zamieszkiwało 1 348 osób, a gęstość zaludnienia wynosiła 146 osób/km² (wśród 1504 gmin Kraju Loary Moutiers-les-Mauxfaits plasuje się na 448. miejscu pod względem liczby ludności, natomiast pod względem powierzchni na miejscu 1039.).